# ジャンボマックス
ジャンボマックスは、1973年からTBS系『8時だョ!全員集合』のコントで用いられた、身長約3メートル (m) の着ぐるみ人形である。
オールバック風の髪型に口髭の西洋風の風貌で、毛皮の上着をまとう。二足歩行に加えて両腕の肘から先と目や口なども可動で表情も変化し、大きさに比して軽快に動く。
ドキュメンタリー映画監督で演出家の粕三平が企画して業務提携する人形師の和賀仙人に製作を依頼した。声は依田英助が担当した。

## プロフィール
- 名前:ジャンボマックス
- 生年月日:1972年6月25日
- 身長:3メートル
- 体重:500キログラム
- 足のサイズ:32文、73.6センチメートル
- 趣味:針仕事、プラモデル作り
- 特技:たぬき寝入り、もぐら取り
- 恐ろしいもの:タコの頭、注射、学校の宿題
- 好きなもの:お母さんのエプロン姿、まつりの太鼓
- 尊敬する人:一寸法師、ターザン
- 見たいもの:日曜日の夕刊、月の砂漠
- 感銘を受けた本:リンゴが落ちるのを見て引力を発見したあの本
- 健康法:ハ行で笑うこと
- 恥ずかしいこと:恥ずかしいからいえない
- 会いたい人:それは……今は話したくない
- 悩みごと:時々自分が人間か人形かわからなくなること

### 後年のプロフィール
以下は『ジャンボ・マックスの唄』ジャケット記載の設定。
- 誕生日：5月5日
- 趣味：ゴーゴーダンスと歌舞伎見物
- 尊敬する人：自分をつくってくれた人
- 身長：3m
- 体重：500kg
- 足のサイズ：32文
- 嫌いな物：タコのおつむ

## 主な経歴
- 1972年 - 元アドベック代表の粕三平とメルヘン工房の人形師和賀仙人師が、催事向け大型人形の試作を研究する。
- 1973年6月25日 - 「ジャンボマックス」が完成する。
- 1973年7月 - 新宿と銀座の歩行者天国へ出向き、フジテレビの小川宏ショーが放送する。
- 1973年8月 - 静岡県沼津祭りの市政50周年パレードで最優秀市長賞を受賞し、八王子まつりとまつり岩手に参加する。
- 1973年11月 - TBSテレビ「8時だョ!全員集合」に出演する。
- 1974年 - 「8時だョ!全員集合」と「進めフィンガー5」にレギュラー出演し、「モーニングジャンボ」のマックス特集、「ベルトクイズQ&Q」夏休み子供大会、「爆笑寄席」、「火曜歌謡ビッグマッチ」などのテレビ番組や、郡山ワンステップフェスティバル、飯塚音楽祭、豊島園、後楽園、宝塚ファミリーランド、宮崎子供の国、沖縄サンビーチなど全国の遊園地や百貨店の舞台に出演し、明治ボーデンチーズのテレビCMに2クール採用される。
- 1975年 - テレビ番組「8時だョ!全員集合」、「13時ショー」、「宮田輝の日本縦断 ふるさと」と、沖縄海洋博、京都まつり、フェスタ静岡などの催事に出演する。
- 1976年 - SBSテレビ「マックスと唄おう チビッコのど自慢」にレギュラーで「ひらけ!ポンキッキ」の年末特番に出演する。建国200年の米国を7月から8月まで巡演し、フジカラー24のテレビCMに2クール採用される。
- 1977年 - テレビ番組「ロッテ 歌のアルバム」と「ひらけ!ポンキッキ」、札幌雪まつり、岩手雪まつり、新潟雪まつり[5]に出演する。
- 1983年 - 第34回NHK紅白歌合戦（NHK総合・ラジオ第1）に応援ゲストとして出演する。

## 主な活動
- テレビ番組『8時だョ!全員集合』とTBS系『進め!フィンガー5』にレギュラー出演し、フジテレビ系『ドリフ大爆笑』の“雷様”コントに新造型[7]として出演した。
- 富士フイルムの、「フジカラーF-II」のCMで山口百恵と共演し、2000年放映のザ・ドリフターズメンバーが総出演したフジカラー『写ルンです』CMで荒井注の代役として検討された。
- パチンコ店ジャンボマックスの専属キャラクターを務め、光GENJIのコンサートなど各地の催事などで活動した。
- 放送当時は玩具やレコードも製作された。

## 派生型
- 『痛快なりゆき番組 風雲!たけし城』でゴリラのキャラクター「ジャンボマックス」、鎧武者人形「よろい注」、『アッコにおまかせ!』で和田アキ子を模した「アッコmk-2」など、TBSのバラエティ番組に登場した着ぐるみ人形は、ジャンボマックスと構造が同一である。
- 2008年『キリン淡麗グリーンラベル』のCMで、髪と服が緑色の「グリーンジャンボマックス」が採用され、CMキャラクターでザ・ドリフターズにそっくりな外国人5人組のザ・ウリフターズと共演した。
- 2012年5月5日に戸田市文化会館で開催されたももいろクローバーZ『ももクロの子供祭りだョ!全員集合』で「グリーンジャンボマックス」が登場し、メンバー最小で緑をイメージカラーとする有安杏果が変身した姿として、ももいろクローバーZと共演した。

## グッズ展開

### レコード
- ジャンボマックスの唄／嘆きのマックス
  - 作詞：秋竜山　作曲：小林亜星　編曲：筒井広志　歌：ジャンボマックス（声:依田英助）、児童合唱団
  - 発売元：ワーナー・パイオニア（現ワーナーミュージック・ジャパン）、1974年4月発売
  - 音楽出版社:渡辺音楽出版、JASRAC信託済
- ジャンボマックス体操
  - 作詞：難波 一　作曲：三沢郷　編曲：三沢郷　歌：ジャンボマックス（声:依田英助）
  - 音楽出版社:渡辺音楽出版、歌詞のみJASRAC無信託
  - 未レコード化

### コミック
- ジャンボマックスくん（板井れんたろう、小学二年生）
  - 1973年に曙出版から発売された単行本『六助くん』（第2巻）に、4話分が収録された。

### プラモデル
- 進めジャンボマックス（青島文化教材社）

### その他
- ジャンボマックス大百科（勁文社）
  - 1973年ごろ発売。「ケイブンシャの大百科」の初期シリーズの一種[8]。同社を代表するシリーズ「全怪獣怪人大百科」でもジャンボマックスが取り上げられた（1984年版まで）。